# Roussillon (Canadá)
Roussillon es un municipio regional de condado (MRC) fundado en 1982 en Quebec, Canadá. Está ubicada en la región del Vallée-du-Haut-Saint-Laurent en Montérégie. Está incluido en la Communidad metropolitana de Montreal también. El MRC se compone, En 2013, el MRC tenía una población de 165 708 habitantes en una densidad poblacional de 392 personas por km². La sede del MRC es Delson aunque la ciudad más poblada es Châteauguay.

## Geografía

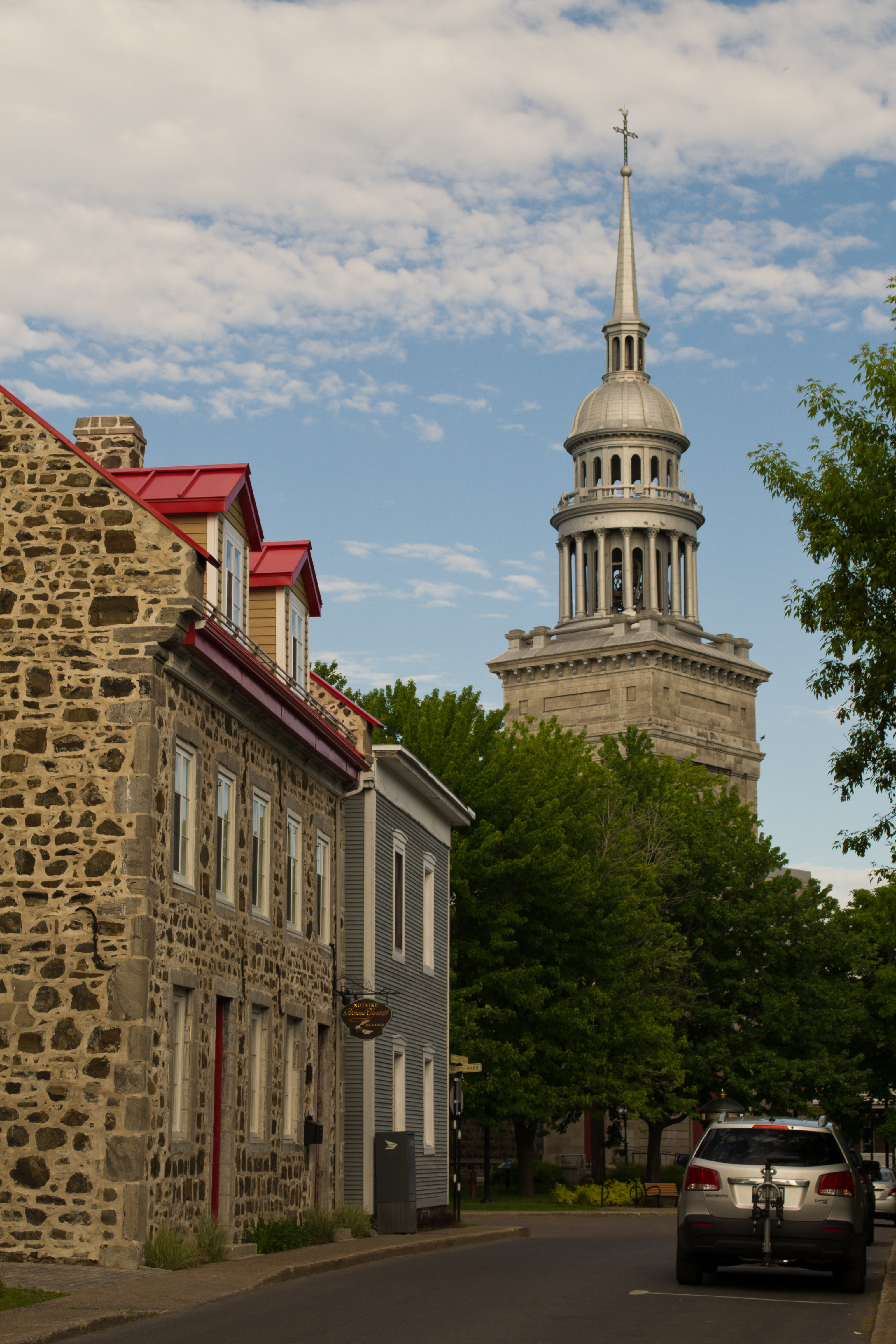
La Prairie

El MRC de Roussillon se encuentra entre el río San Lorenzo al noroeste, el aglomeración de Longueuil al noreste, los MRC de La Vallée-du-Richelieu y de Le Haut-Richelieu al este, Les Jardins-de-Napierville al sur así que Beauharnois-Salaberry al sudoeste. El MRC de Vaudreuil-Soulanges y la aglomeración de Montreal son vecinos también sin embargo en otra orilla del San Lorenzo.

## Historia

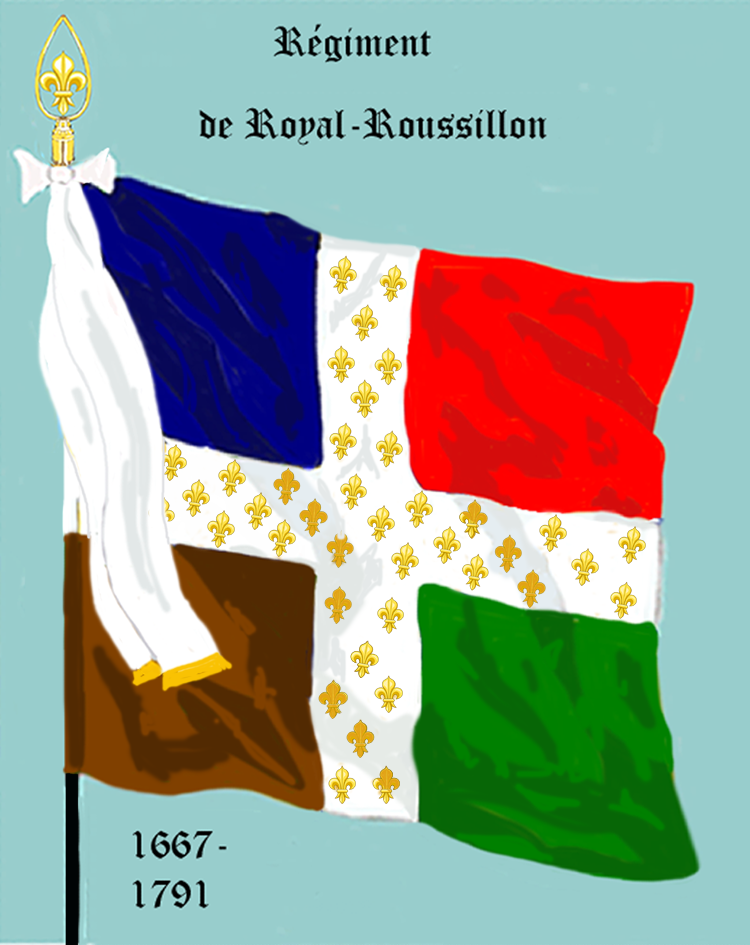
Bandera del regimentio Royal-Roussillon

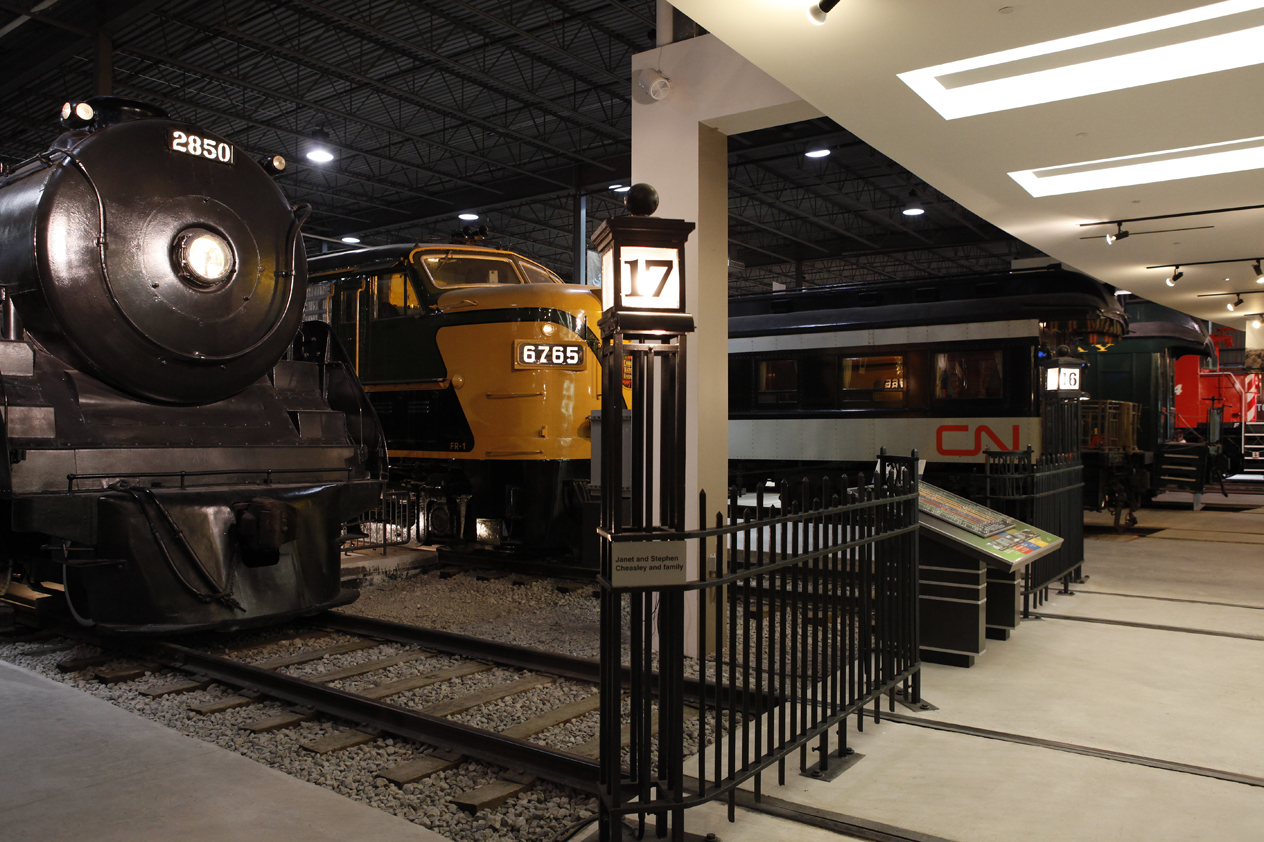
Musée ferroviaire canadien en Saint-Constant

El nombre del MRC procede del regimiento Royal-Roussillon, que fue enviado a Nueva Francia durante la guerra de los Siete Años y que tenía su cuartel en invierno en La Prairie.

## Política
Roussillon forma parte de las circunscripciones electorales de Châteauguay, La Prairie y Sanguinet a nivel provincial y de Brossard-La Prairie, Châteauguay-Saint-Constant a nivel federal.

## Demografía
Según el Censo de Canadá de 2011, había 162 187 personas residiendo en este MRC con una densidad de población de 383,2 hab./km². La población ha aumentado de 8,1 % entre 2006 y 2011. El número de inmuebles particulares resultó de 63 441 cuyos 61 908 fueron ocupados por residentes habituales.

## Comunidades locales
Hay 11 municipios en el MRC de Roussillon a los cuales se suma la reserva india de Kahnawake.
| Código | Nombre           | Tipo                          | Fecha de constitución | Área total (km²) | Área agua (km²) | Área tierra (km²) | Población 2015 | Densidad (hab./km²) |
| ------ | ---------------- | ----------------------------- | --------------------- | ---------------- | --------------- | ----------------- | -------------- | ------------------- |
| 67005  | Saint-Mathieu    | Municipio                     | 01.08.1917            | 31,38            | -               | 31,38             | 1942           | 61,9                |
| 67010  | Saint-Philippe   | Municipio                     | 01.07.1855            | 61,89            | 0,01            | 61,88             | 5978           | 96,6                |
| 67015  | La Prairie       | Ciudad                        | 30.03.1846            | 54,66            | 11,21           | 43,45             | 24 336         | 560,1               |
| 67020  | Candiac          | Ciudad                        | 31.01.1957            | 18,70            | 1,50            | 17,20             | 20 849         | 1212,2              |
| 67025  | Delson           | Ciudad                        | 21.02.1957            | 7,70             | 0,03            | 7,67              | 7657           | 998,3               |
| 67030  | Sainte-Catherine | Ciudad                        | 30.10.1937            | 15,93            | 6,52            | 9,41              | 17 185         | 1826,2              |
| 67035  | Saint-Contant    | Ciudad                        | 01.07.1855            | 57,14            | 0,08            | 57,06             | 26 577         | 465,8               |
| 67040  | Saint-Isidore    | Parroquia                     | 01.07.1855            | 52,02            | 0,04            | 51,98             | 2649           | 51,0                |
| 67045  | Mercier          | Ciudad                        | 08.06.1964            | 46,50            | 0,55            | 45,95             | 12 687         | 276,1               |
| 67050  | Châteauguay      | Ciudad                        | 03.11.1975            | 46,39            | 10,35           | 36,04             | 47 781         | 1325,8              |
| 67055  | Léry             | Ciudad                        | 01.06.1914            | 10,20            | 0,04            | 10,16             | 2273           | 223,7               |
| 67802  | Kahnawake        | Reserva india                 | .                     | 47,41            | 1,00            | 46,41             | 10 173         | 219,2               |
| 670    | Roussillon       | Municipio regional de condado | 01.01.1982            | 492,51           | 69,92           | 422,59            | 180 087        | 430,2               |